# Luminiscencia nocturna

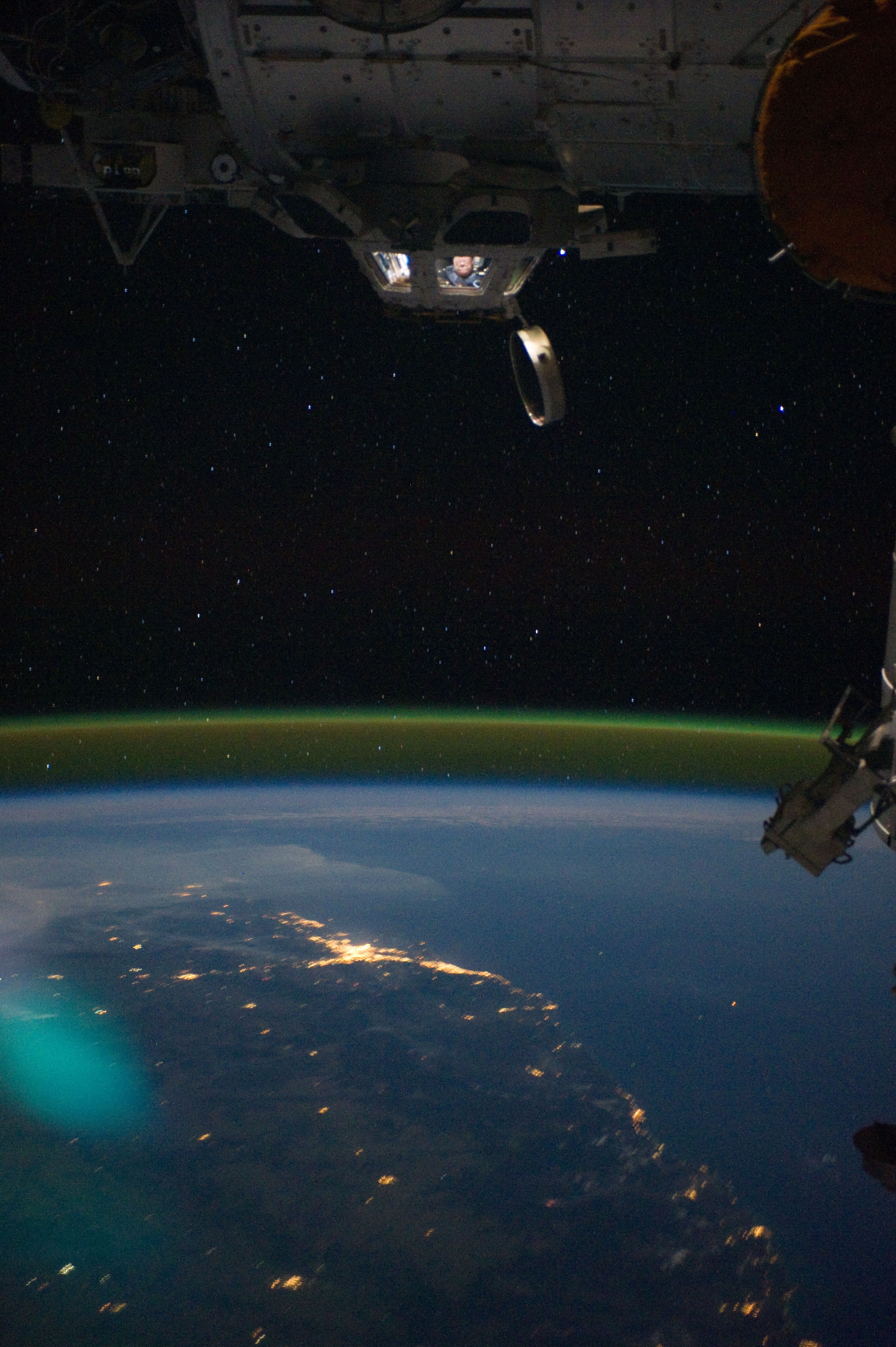
Luminiscencia nocturna.

La luminiscencia nocturna (o airglow) es la emisión de luz (en este caso quimioluminiscencia) por una atmósfera planetaria causada por la reestructuración de átomos en forma de moléculas que habían sido ionizadas por la luz solar durante el día, o por rayos cósmicos. En la Tierra, la fuente de emisión está situada  cerca de la mesopausa, y está conformada por varias capas. Las principales son la capa del OH, a unos 85 km, y la de O2, situada a unos 95 km de altura, ambas con un grosor aproximado de unos 10 km.
La luminiscencia nocturna hace que el cielo nunca esté completamente oscuro, aunque dependiendo de las condiciones, hay momentos en los que estará más o menos oscuro.
Sin embargo, el elemento más importante por su concentración que genera el fenómeno de la luminiscencia nocturna es el nitrógeno, tanto cuando se combina con el hidrógeno como cuando se combina con el oxígeno; pero también se puede encontrar luminiscencia con OI y NaI.